# ヤーデ湾

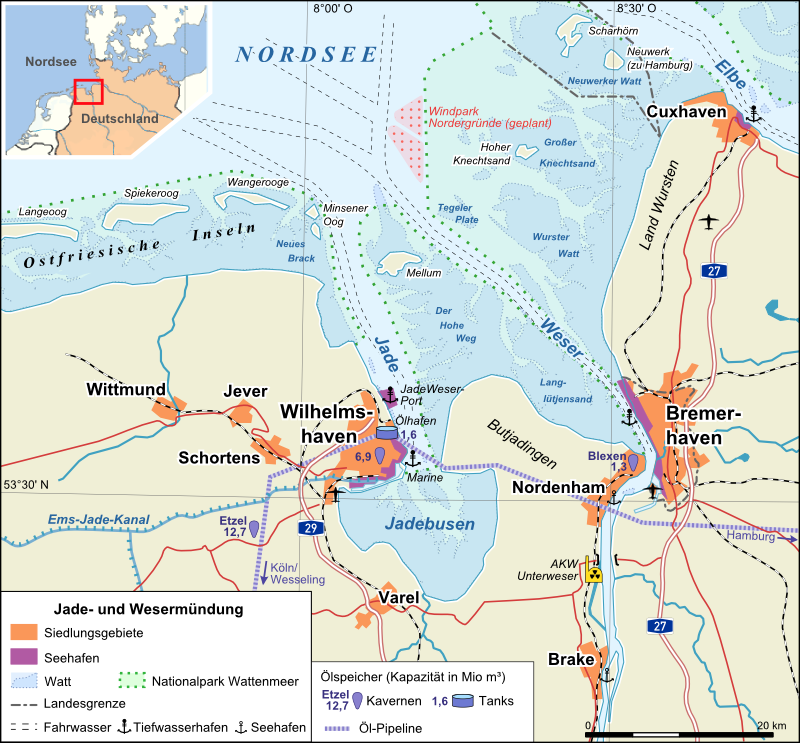
ヤー、ヤーデ湾、ヴェーザー三角江

ヤーデ湾（ヤーデわん、ドイツ語:  Jadebusen）は、ドイツの北海沿岸にある湾。面積は約180 km²。湾の大半は12世紀から16世紀の間に高潮によって形成された。その期間、湾は東側がヴェーザー川と繋がっていたが、1721年から1725年の間に Butjadingen を本土つなげ、半島にした堤防によって接続は切られた。
湾の西側は東フリースラント内へ広がっている。16世紀初頭から高潮対策や農地造成のため、多くの堤防が築かれてきた。その中で中心的なエッレンザー・ダムは、東フリースラントとオルデンブルクとの協定により、1596年から1615年にかけて建設された。ヤーデ湾はドイツのワッデン海国立公園の一部である。湾の西岸にはヴィルヘルムスハーフェンの港がある。
第一次世界大戦中、ドイツの大洋艦隊がヤーデ湾のヴィルヘルムスハーフェンを拠点にしていた。
ヤーデ湾は周辺のヴェーザー川河口やメルム島と共に1976年にラムサール条約登録地となった。